# Jeff Albertson
Jeff Albertson, más conocido como El hombre de las historietas, El sujeto de las historietas, o El dependiente de la tienda de cómics es un personaje de la serie de dibujos animados Los Simpson, creada por Matt Groening. Su voz en el doblaje original es la de Hank Azaria.

## Nombre
Desde el principio de la serie, este personaje no había tenido nombre, hasta que en el episodio Homer and Ned's Hail Mary Pass se presenta a sí mismo ante Ned Flanders como Jeff Albertson.

## Ocupación
Es el dueño de The Android's Dungeon & Baseball Card Shop, una tienda especializada en cómics, cromos de béisbol, ciencia ficción y coleccionismo, graduado de Ingeniería Química. Es malhumorado y sarcástico, y suele aparecer para realizar comentarios irónicos o comparar algo con un personaje de cómic. Se considera todo un fan de todo lo relacionado con el mundo geek, aunque más bien presenta el estereotipo de "friki" en general, destacándose sobre todo por la ciencia ficción y la fantasía. Tiene un máster en «Mitología y Folklore» (en cuya tesis dice haber traducido El Señor de los Anillos a klingon) y es fan de toda clase de producciones de TV, cómic y otras formas de entretenimiento, sin importarle lo malas o criticadas que pueden ser algunas de ellas. Es muy entendido en esos campos llegando a participar en debates y reuniones a través de Internet o en su propia tienda sobre sus aficiones. Es uno de los miembros del grupo Mensa, presumiendo que su CI es de 175. Se podría decir que su negocio es en realidad su propia afición. Por otro lado, respondiendo también a ese estereotipo, tiene un serio problema de obesidad dado lo pasivo de su vida y su afición a consumir productos hipercalóricos; su vida personal y social es muy limitada, insinuándose al inicio de la serie que con 40 años nunca había tenido una relación con una mujer y en líneas generales no se le ve hablando con alguien más aparte de los clientes de su tienda, salvo en imágenes generales. Posteriormente tuvo una grotesca relación con Agnes Skinner ya que ambos descubrieron que compartían su carácter mordaz. En el episodio 11 de la duodécima temporada "El peor episodio de la historia", Jeff sufrió un episodio cardíaco, lo que hizo que Bart y Milhouse llevaran su tienda durante un tiempo, descubriendo su gran colección de videos ilegales. También mantuvo una relación sentimental con Edna Krabappel después de que ella dejase a Skinner en el altar. Están casi casados en una convención de ciencia ficción, con Skinner tratando de detener la boda, pero Edna cambia de opinión, prefiriendo no estar atada a una relación. Comic Book Guy no está particularmente sorprendido por esto, diciendo: "Hay un millón de razones válidas, pero ¿cuál elegiste?" Cuando Edna explica suavemente "Es como si yo fuera DC Comics, y tú Marvel". Jeff acepta la comparación sin ningún rencor., con la que estuvo a punto de casarse. En Los Simpson: la película graba desde su móvil a Abraham Simpson cuando empieza a desvariar. Finalmente, se casa con Kumiko Nakamura, una chica otaku japonesa.